# Artur Argiewicz
Artur Argiewicz (ur. 17 lipca 1881 w Warszawie, zm. 10 maja 1966 w San Francisco) — amerykański skrzypek i pedagog polsko-żydowskiego pochodzenia.

## Młodość i edukacja
Rozpoczął naukę gry na skrzypcach w 1891 pod kierunkiem Maurycego Rosena. Rok później wystąpił z koncertem w Warszawskim Towarzystwie Muzycznym. W wieku 13 lat występował 1894 w Polsce jako cudowne dziecko. 
Od roku 1894 kontynuował naukę wiolinistyki w Berlinie u Josefa Joachima i Karela Halířa. Studiował też kontrapunkt u Wilhelma Tauberta.

## Kariera
W roku 1894 wystąpił z koncertem w Kryształowym Pałacu w Londynie wykonując I koncert skrzypcowy Maxa Brucha. W roku 1897 był koncertmistrzem Filharmonii w Helsinkach, w roku 1898 grał w składzie Gewandhausorchester w Lipsku.
Na przełomie stuleci często koncertował w Berlinie, także z Filharmonikami Berlińskimi. Występował również wraz z pianistą i kompozytorem Zygmuntem Stojowskim (1870–1946), który w roku 1912 dedykował mu Sonatę nr 2 na skrzypce i fortepian.
W drugiej dekadzie XX wieku przeniósł się do San Francisco. W latach 1917–1925 był asystentem koncertmistrza orkiestry symfonicznej w San Francisco. 
W latach 1911–1913 był wykładowcą w Instytucie Juilliarda w Nowym Jorku. Był też wykładowcą na Kalifornijskim Uniwersytecie w Berkeley. 
W latach 1908–1917 był właścicielem skrzypiec Antonio Stradivari, Cremona, 1718, the 'Argiewicz'.
Jego młodszy brat Bernard Argiewicz (1888—1955) był wiolonczelistą, występował w składzie Orkiestry Filadelfijskiej